# Saint-Bonnet-de-Montauroux
Saint-Bonnet-de-Montauroux este o comună în departamentul Lozère din sudul Franței. În 2009 avea o populație de 130 de locuitori.

## Evoluția populației
| An        | 1975 | 1982 | 1990 | 1999 | 2006 | 2009 |
| --------- | ---- | ---- | ---- | ---- | ---- | ---- |
| Populație | 228  | 220  | 146  | 128  | 132  | 130  |